# Sycon ramosum
Sycon ramosum är en svampdjursart som först beskrevs av Smith in Haeckel 1872.  Sycon ramosum ingår i släktet Sycon och familjen Sycettidae. Inga underarter finns listade i Catalogue of Life.